# Le Martyre de saint Sébastien (Le Greco)
Pour les articles homonymes, voir Le Martyre de saint Sébastien.
Le Martyre de saint Sébastien est un tableau peint par le Greco entre 1577 et 1578. Il mesure 191 cm de haut sur 152 cm de large. Il est conservé en Espagne, à la cathédrale de Palencia.